# 2000–2001-es magyar női röplabdabajnokság
A 2000–2001-es magyar női röplabdabajnokság az ötvenhatodik magyar női röplabdabajnokság volt. A bajnokságban tizenhét csapat indult el, a csapatok az előző évi szereplés alapján két csoportban (Extraliga: 1-8. helyért, NB I.: 9-17. helyért) két kört játszottak (az ifjúsági válogatott csak egy kört játszott). Az alapszakasz után az Extraliga 1-4. és 5-8. helyezettjei az addigi pontjaikat megtartva egymás közt még két kört játszottak, majd az 1-6. helyezettek és az osztályozó győztesei play-off rendszerben játszottak a végső helyezésekért. Az osztályozó vesztesei (melyben az Extraliga 7-8. és az NB I. 1-2. helyezettjei vettek részt) és az NB I. 3-4. helyezettjei egymás közt két kört játszottak a 9-12. helyért, míg az NB I. 5-9. helyezettjei az addigi pontjaikat megtartva egymás közt még két kört játszottak a 13-16. helyért (az ifjúsági válogatott már nem vett részt).
A Szombathelyi Haladás TK új neve Haladás VSE lett.

## Alapszakasz

### Extraliga
| #  | Csapat                   | M  | Gy | V  | Sz+ | Sz- | P  |
| -- | ------------------------ | -- | -- | -- | --- | --- | -- |
| 1. | Szakszig-NRK Nyíregyháza | 14 | 14 | 0  | 42  | 5   | 28 |
| 2. | EGUT RC Eger             | 14 | 12 | 2  | 38  | 8   | 26 |
| 3. | BSE-FCSM                 | 14 | 9  | 5  | 28  | 15  | 23 |
| 4. | Architekton-Gödöllői RC  | 14 | 8  | 6  | 26  | 21  | 22 |
| 5. | Vasas SC-Budai Tégla     | 14 | 5  | 9  | 21  | 30  | 19 |
| 6. | Atlant-Angyalföldi DRC   | 14 | 4  | 10 | 13  | 34  | 18 |
| 7. | Jászberényi RK           | 14 | 3  | 11 | 15  | 37  | 17 |
| 8. | BITT-Kaposvári NRC       | 14 | 1  | 13 | 8   | 41  | 15 |

### NB I.
| #  | Csapat                   | M  | Gy | V  | Sz+ | Sz- | P  |
| -- | ------------------------ | -- | -- | -- | --- | --- | -- |
| 1. | Minor-Kecskeméti RC      | 15 | 14 | 1  | 44  | 15  | 29 |
| 2. | Szegedi DRE              | 15 | 12 | 3  | 41  | 20  | 27 |
| 3. | Haladás VSE-F-Gradex     | 15 | 11 | 4  | 39  | 19  | 26 |
| 4. | Ajka SE                  | 15 | 9  | 6  | 32  | 24  | 24 |
| 5. | Miskolci VSC-MÁV MTM     | 15 | 8  | 7  | 34  | 25  | 23 |
| 6. | Óbudai Kaszások-BVSC     | 15 | 6  | 9  | 24  | 35  | 21 |
| 7. | Kalocsai SE              | 15 | 3  | 12 | 17  | 37  | 18 |
| 8. | Testnevelési Főiskola SE | 15 | 0  | 15 | 5   | 45  | 15 |
| 9. | Ifjúsági válogatott      | 8  | 1  | 7  | 7   | 23  | 9  |

* M: Mérkőzés Gy: Győzelem V: Vereség Sz+: Nyert szett Sz-: Vesztett szett P: Pont

## Rájátszás

### 1–8. helyért
| #  | Csapat                   | M  | Gy | V  | Sz+ | Sz- | P  |
| -- | ------------------------ | -- | -- | -- | --- | --- | -- |
| 1. | Szakszig-NRK Nyíregyháza | 20 | 18 | 2  | 58  | 15  | 38 |
| 2. | EGUT RC Eger             | 20 | 16 | 4  | 54  | 16  | 36 |
| 3. | BSE-FCSM                 | 20 | 13 | 7  | 42  | 27  | 33 |
| 4. | Architekton-Gödöllői RC  | 20 | 8  | 12 | 28  | 39  | 28 |
|    |                          |    |    |    |     |     |    |
| 5. | Vasas SC-Budai Tégla     | 20 | 11 | 9  | 39  | 33  | 31 |
| 6. | Atlant-Angyalföldi DRC   | 20 | 7  | 13 | 24  | 46  | 27 |
| 7. | Jászberényi RK           | 20 | 5  | 15 | 26  | 51  | 25 |
| 8. | BITT-Kaposvári NRC       | 20 | 2  | 18 | 13  | 57  | 22 |

Osztályozó az Extraligáért: Jászberényi RK–Szegedi DRE 3:2, 3:2 és BITT-Kaposvári NRC–Minor-Kecskeméti RC 0:3, 0:3
Negyeddöntő: Szakszig-NRK Nyíregyháza–Minor-Kecskeméti RC 3:0, 3:0 és EGUT RC Eger–Jászberényi RK 3:1, 3:0 és BSE-FCSM–Atlant-Angyalföldi DRC 3:0, 3:1 és Architekton-Gödöllői RC–Vasas SC-Budai Tégla 1:3, 0:3
Elődöntő: Szakszig-NRK Nyíregyháza–Vasas SC-Budai Tégla 3:0, 3:0 és EGUT RC Eger–BSE-FCSM 3:0, 3:2
Döntő: Szakszig-NRK Nyíregyháza–EGUT RC Eger 3:0, 3:1, 3:1
3. helyért: BSE-FCSM–Vasas SC-Budai Tégla 3:1, 3:1, 3:1
5–8. helyért: Architekton-Gödöllői RC–Minor-Kecskeméti RC 3:0, 1:3, 3:0 és Atlant-Angyalföldi DRC–Jászberényi RK 3:2, 0:3, 3:1
5. helyért: Architekton-Gödöllői RC–Atlant-Angyalföldi DRC 3:1, 3:1
7. helyért: Jászberényi RK–Minor-Kecskeméti RC 2:3, 0:3

### 9–12. helyért
| #   | Csapat               | M | Gy | V | Sz+ | Sz- | P  |
| --- | -------------------- | - | -- | - | --- | --- | -- |
| 9.  | BITT-Kaposvári NRC   | 6 | 6  | 0 | 18  | 5   | 12 |
| 10. | Haladás VSE-F-Gradex | 6 | 3  | 3 | 13  | 13  | 9  |
| 11. | Szegedi DRE          | 6 | 2  | 4 | 10  | 15  | 8  |
| 12. | Ajka SE              | 6 | 1  | 5 | 8   | 16  | 7  |

### 13–16. helyért
| #   | Csapat                   | M  | Gy | V  | Sz+ | Sz- | P  | Megjegyzés     |
| --- | ------------------------ | -- | -- | -- | --- | --- | -- | -------------- |
| 13. | Miskolci VSC-MÁV MTM     | 21 | 14 | 7  | 52  | 28  | 35 |                |
| 14. | Óbudai Kaszások-BVSC     | 21 | 9  | 12 | 36  | 46  | 30 |                |
| 15. | Kalocsai SE              | 21 | 5  | 16 | 25  | 51  | 26 |                |
| 16. | Testnevelési Főiskola SE | 21 | 0  | 21 | 10  | 62  | 20 | 1 pont levonva |

* M: Mérkőzés Gy: Győzelem V: Vereség Sz+: Nyert szett Sz-: Vesztett szett P: Pont